# Phreatoasellus
Phreatoasellus és un gènere de crustacis isòpodes pertanyent a la família dels asèl·lids.

## Distribució geogràfica
Es troba al Japó i la península de Corea.

## Taxonomia
- Phreatoasellus akyioshiensis (Ueno, 1927)
- Phreatoasellus higoensis (Matsumoto, 1960)
- Phreatoasellus iriei (Matsumoto, 1978)
- Phreatoasellus joianus (Henry & Magniez, 1991)
- Phreatoasellus kawamurai (Tattersall, 1921)
- Phreatoasellus minatoi (Matsumoto, 1978)
- Phreatoasellus uenoi (Matsumoto, 1978)
- Phreatoasellus yoshinoensis (Matsumoto, 1960)[5][4][6][7][8][9]